# Chase (Kansas)
Chase è un comune degli Stati Uniti d'America, situato nello Stato del Kansas, nella contea di Rice.